# Sala Internacional de Conferencias Conmemorativa de Bandaranaike
La Sala Internacional de Conferencias Conmemorativa de Bandaranaike (en tamil: பண்டாரநாயக்கா ஞாபகார்த்த சர்வதேச மாநாட்டு மண்டபம்) es un centro de convenciones situado en Colombo, la capital de Sri Lanka. Construido entre 1970 y 1973, el centro de convenciones fue un regalo de la República Popular de China en memoria de Solomon Ridgeway Dias Bandaranaike, primer ministro de Sri Lanka (entonces Ceilán) entre 1956 y 1959. La construcción de la Sala fue realizada por una fuerza de trabajo conjunta de Sri Lanka y China con una porción considerable de materiales de construcción que se importaron desde China. En 1998, un pequeño centro de exposiciones, se construyó en sus terrenos como un regalo de China.